# Землетрясение в Сан-Франциско (1906)
Землетрясение в Сан-Франциско 1906 года — стихийное бедствие, произошедшее в 5:12 утра (по местному времени) 18 апреля 1906 года. Эпицентр находился в 3 км к западу от Сан-Франциско, магнитуда поверхностных волн составила 7,7, а сейсмический момент — 7,9.
Толчки ощущались от Орегона до Лос-Анджелеса, а внутрь континента — до центра Невады. В результате землетрясения и последующих пожаров погибло до 3000 человек, 225 000—300 000 осталось без крова, 80 % зданий в Сан-Франциско было разрушено.
Землетрясение сопровождалось смещениями грунта вдоль разлома Сан-Андреас на расстояние до 6,0—8,5 м. Смещения наблюдались в северной его трети на участке длиной в 477 км.

## Землетрясение
В 5:12 утра по местному времени произошёл форшок землетрясения, через 20—25 секунд за ним последовал главный сейсмический удар, в следующие 45—60 сек имела место серия афтершоков.
Однако основной ущерб (до 80 %) был произведён не землетрясением, а начавшимися из-за него пожарами, продолжавшимися четверо суток. Многие дома были подожжены своими же хозяевами, поскольку были застрахованы от пожара, но не от разрушения в результате землетрясения. Об этом сообщается, например, в докладной записке капитана войск связи США Леонарда Вайлдмана (Leonard D. Wildman). Тушение пожаров было затруднено тем, что система водоснабжения города была разрушена землетрясением.
Одним из немногих фотографов, снимавших город непосредственно во время землетрясения, как и сразу после, был Арнольд Генте.
При этом, живший в Сан-Франциско с 1895 года, он оставил около двухсот снимков города, которые теперь представляют единственные известные фотоизображения местности до землетрясения 1906 года.

## Жертвы и разрушения
Сразу после катастрофы было официально объявлено о 498 погибших в Сан-Франциско, 102 в Сан-Хосе и 64 в Санта-Розе. Сейчас эта цифра признана сильно заниженной, известно, например, что при подсчётах совершенно не были учтены жертвы из Чайнатауна. В настоящее время общее число погибших оценивается в 3000 человек. Из 410-тысячного населения Сан-Франциско 225 000—300 000 осталось без крова.
Общий ущерб от землетрясения и пожаров оценивался в 1906 году в $400 млн (с учётом инфляции эквивалентно $6,5 млрд 2006 года).

## Ликвидация последствий
Хотя часто сообщается, что мэр Сан-Франциско Ю. Шмитц (Eugene Schmitz) и генерал Ф. Фанстон (Frederick Funston), командующий военной базы Президио, объявили в городе военное положение, оно не было введено. 4000 солдат, участвовавших в тушении пожаров и ликвидации их последствий, подчинялись гражданским службам. Шмитц, однако, уже 18 апреля издал приказ, позволяющий полиции и солдатам расстреливать на месте пойманных мародёров: было убито около 500 человек.
Военные предоставили динамит для подрыва зданий с целью предотвращения распространения огня. Они также обеспечивали пострадавших пищей и кровом: ими было построено 5610 временных домов. Эти дома сдавались за $2 в месяц, максимальное число живших в них людей составило 16 448, в 1907 году почти все они были покинуты. 1 июля 1906 года власти города нашли возможным отказаться от дальнейшей помощи армии.
Временный палаточный городок для оставшихся без жилья был организован на местном пляже Оушен-Бич.
Большинство банков Сан-Франциско сгорели. В огне были уничтожены и все деньги. Только в итальянском Банке Италии, главой которого был Амадео Джаннини, сохранилось около 80 000 долларов.
По приказу совета директоров и его председателя эти деньги служащие банка стали выдавать тому, кто хотел заново отстроить своё жилище. Именно это время считают датой рождения «Бэнк оф Америка».